# Gmina Davor
Gmina Davor (chorw. Općina Davor) – gmina w Chorwacji, w żupanii brodzko-posawskiej. W 2011 roku liczyła 3015 mieszkańców.